# Robert Neryng
Robert Neryng (ur. 27 sierpnia 1978) – polski lekkoatleta, specjalizujący się w biegach średniodystansowych.

## Osiągnięcia
- Mistrzostwa Europy juniorów w lekkoatletyce
  - Lublana 1997  – srebrny medal w biegu na 800 m

- Mistrzostwa Polski seniorów w lekkoatletyce
  - Bydgoszcz 1997 – srebrny medal w biegu na 800 m

- Halowe mistrzostwa Polski seniorów w lekkoatletyce
  - Spała 1999 – srebrny medal w biegu na 800 m

- Mityng o Puchar Dyrektora OPO
  - Spała 1999 – I miejsce w biegu na 600 metrów

## Rekordy życiowe
- bieg na 800 metrów
  - stadion – 1:48,92 (Białogard 1998)
  - hala – 1:52.52 (Spała 1999)
- bieg na 1500 metrów
  - stadion – 3:43,08 (Kraków 1999)